# Péter Mansfeld
Péter Mansfeld (* 10. März 1941; † 21. März 1959) war ein ungarischer Schüler und Opfer der kommunistischen Justiz in Ungarn.

## Leben
Mansfeld nahm wie viele seiner Altersgenossen am Ungarischen Volksaufstand 1956 teil und wurde als Minderjähriger zu einer Freiheitsstrafe verurteilt. Als er 18 wurde, wurde das Urteil nachträglich in ein Todesurteil umgewandelt und Mansfeld wurde 11 Tage nach seinem 18. Geburtstag erhängt.
Als einer von 350 hingerichteten Aufständischen wurde Mansfeld besonders durch seine Jugend bekannt. Unterhalb der Fischerbastei erinnert ein Relief an ihn. Nach Mansfeld ist die Straße Mansfeld Péter utca im XVII. Bezirk in Budapest benannt.
Im Februar/März 2006 war Drehstart für einen Spielfilm über Péter Mansfeld mit dem Titel Mansfeld - In höchstem Interesse.